# Jaime Cantizano Camacho
Jaime Cantizano Camacho (Jerez de la Frontera, 22 de juliol de 1973) és un presentador de televisió i locutor de ràdio espanyol.

## Biografia
Criat al barri de La Granja de Jerez al costat dels seus pares. La seva mare es diu Salud. En 2015 va començar un procés de gestació subrogada als Estats Units amb l'objectiu de ser pare solter. El 28 de juliol de 2016, neix el seu fill Leo.

## Trajectòria
Inicia la seva trajectòria professional en el món de la ràdio i amb tan sols 17 anys presenta Los 40 principales a la seva ciutat i emet tascons publicitaris; d'aquí passa a l'emissió regional de la Cadena SER i posteriorment a Onda Cero Radio. Simultàniament amb la seva activitat radiofònica també col·labora a El Correo de Andalucía.
En 2001 fa el salt a la televisió, incorporant-se a la cadena local Localia Televisión (Grupo PRISA), presentant un programa matinal al costat de Concha Galán en 2002, any en què per primera vegada apareix en una cadena d'àmbit nacional. Seguidament és fitxat per Antena 3 i comença a col·laborar amb la periodista Ana Rosa Quintana en el seu magazín Sabor a ti.
El seu rostre es fa ràpidament popular entre els teleespectadors i tan sols un any després la cadena li ofereix la presentació d'una de les seves noves apostes per al prime time de la nit dels divendres: el talk show de crònica social ¿Dónde estás corazón?.
EL'espai s'emet des de juliol de 2003 fins a setembre de 2011, sempre amb Cantizano al capdavant, i malgrat haver estat qüestionat en repetides ocasions per l'estil periodístic especialment agressiu amb els convidats que es va emprar en el programa, va comptar també amb una audiència molt fidel que ho va situar entre els programes de televisió amb major seguiment a Espanya, convertint al seu presentador en un dels rostres més coneguts del panorama audiovisual espanyol.
Posteriorment, en l'estiu de 2006, substitueix Silvia Jato en el concurs Pasapalabra i lliurament el major premi de la història de la televisió espanyola, 2.190.000 euros. Des de setembre de 2006 a juny de 2007 presenta, sempre a Antena 3, el magazín diari En Antena, que a partir de setembre de 2007 és substituït per A3Bandas, espai on Cantizano és acompanyat per María Patiño i Dani Martínez en la presentació i que finalment és retirat en 2008.
En març de 2008 estrena Tres deseos, que gira entorn de tres persones, famílies o col·lectius per als quals es farà realitat un somni, resolent, en la majoria dels casos, problemes o manques. L'acompanyen en la presentació Aitor Trigos i Eva González.
Va encarnar al rei Gaspar a la Cavalcada de Reis de Jerez de la Frontera de 2009.
Al febrer de 2010 Jaime estrena un programa de debat de crònica social anomenat Informe 3, emès en la franja de late night, que complementa a DEC i que comença emetent-se en dijous però que ràpidament passa al dilluns per decisió de la cadena.
Va estar sota contracte amb Antena 3 fins 2012.
Després de 8 anys d'emissió del programa DEC, la cadena va decidir retirar-ho per moderades dades d'audiència que va anar sofrint a poc a poc. Així, acaba el 23 de setembre de 2011, amb un especial en el qual María del Monte entrevista a Jaime.
El juliol de 2012 torna a la pantalla petita conduint el concurs musical Dando la nota. A l'octubre d'aquest mateix any es va prestar com a cara visible per a la campanya solidària Un nombre, Una Vida patrocinada per la Fundació Antena 3 per al reconeixement governamental dels drets de la infància de milers de nens a Madagascar.
El 24 d'octubre de 2012 va comunicar que no ha renovat el seu contracte amb el Grup Antena 3, donant fi a la seva trajectòria en aquesta cadena en la qual havia estat durant més de deu anys.
Des de setembre de 2013 i fins a juny de 2017 va ser locutor presentador del programa Atrévete de Cadena Dial.
Des de gener de 2014 i fins a abril de 2014 va presentar en La 1, la novena edició del programa ¡Mira quién baila!, en substitució de la presentadora Anne Igartiburu.
En publicitat ha realitzat campanyes promocionals per a Gallina Blanca, botigues BEDS o Salerm Cosmetics.
Des de juny de 2016, és jurat del programa de talents Fenómeno Fan al costat de Merche i María Parrado de les cadenes autonòmiques Canal Sur, Disney Channel i CMM TV.
Des de l'11 de febrer de 2017, presenta anualment la gala Objetivo Eurovisión per elegir al representant espanyol que vagi al Festival Eurovisió en La 1. També des de març de 2017 i fins a maig de 2017 presenta en aquesta mateixa cadena el programa Jugando con las estrellas.
Després d'això, a la fi d'aquest mateix mes el presentador anuncia que deixa la ràdio i el programa Atrévete de Cadena Dial després de 4 anys d'èxit per a dedicar-se a altres projectes professionals com la televisió.
El 2 d'octubre de 2017 comença a presentar a Canal Sur el programa 'Original y Copla' fins 2018 i el 2019 el substitueix la presentadora malaguenya Eva Ruiz.
El 23 d'octubre de 2017 s'anuncia el seu fitxatge per Atresmedia però aquesta vegada per Onda Cero per substituir en cap de setmana Isabel Gemio. Des de llavors presenta el magazín Por fin no es lunes els matins de dissabte i diumenge, la realització del qual és a càrrec de Gemma Esteban Manjón.

## Trajectòria en televisió com a presentador

### Televisió
- Original y copla (2017-2018), a Canal Sur
- Objetivo Eurovisión (2017), a La 1
- Jugando con las estrellas (2017), a La 1.
- Fenómeno Fan (2016-), a Canal Sur, CMM TV, Canal Extremadura Televisión i Disney Channel.
- Hit - la canción (2015), a La 1.
- ¡Feliz 2015! (2014-2015) a La 1.
- Gala por la Infancia (2014) a La 1.
- Premios Iris (2014), a La 1.
- ¡Mira quién baila! (2014), a La 1.
- Dando la nota (2012), a Antena 3.
- Informe 3 (2010-2011), a Antena 3.
- Tres deseos (2008), a Antena 3.
- A3Bandas (2007-2008), a Antena 3.
- En Antena (2006-2007), a Antena 3.
- Pasapalabra (2006), a Antena 3.
- Diario de una boda (2004), a Antena 3.
- DEC (2003-2011), a Antena 3.
- Sabor a ti (2002), a Antena 3.
- Cada mañana (2001), a Localia Televisión
- Localia noticias (2000), a Localia Televisión

### Ràdio
- Por fin no es lunes, Onda Cero (2018 - Actualitat)
- Atrévete, Cadena Dial (2013 - 2017)
- Onda Cero de Madrid (2000 - 2001)
- Onda Cero d'Andalusia (1998 - 2000)
- Cadena SER d'Andalusia (1996 - 1998)
- Cadena SER de Cádiz (1995 - 1996)
- Locutor de Los 40 d'Andalusia (1991 - 1995)
- Locutor de tascons a Los 40 de Cadis (1990 - 1991)

## Premis i reconeixements
2009
- Nominació als Premis Shangay al Millor comunicador de cor.[26]

2010
- Premi Gente con Punto en la categoria de Comunicació amb punt.[27]

2019
- Antena de Oro 2019 de Radio com a presentador de "Por fin no es lunes" d'Onda Cero[28]